# Cot Karieng
Cot Karieng är en kulle i Indonesien.   Den ligger i provinsen Aceh, i den västra delen av landet, 1 800 km nordväst om huvudstaden Jakarta. Toppen på Cot Karieng är 59 meter över havet.
Terrängen runt Cot Karieng är kuperad åt nordost, men åt sydväst är den platt. Terrängen runt Cot Karieng sluttar västerut.Runt Cot Karieng är det tätbefolkat, med 257 invånare per kvadratkilometer. Närmaste större samhälle är Banda Aceh, 11,4 km väster om Cot Karieng. Omgivningarna runt Cot Karieng är en mosaik av jordbruksmark och naturlig växtlighet.